# Moravské Knínice
Moravské Knínice (in tedesco Mährisch Kinitz) è un comune della Repubblica Ceca facente parte del distretto di Brno-venkov, in Moravia Meridionale.